# Aérodrome de Ras Tanajib
L'aéroport de Ras Tanajib est un petit aéroport situé dans le complexe pétrolier isolé de Tanajib, dans la province orientale de l'Arabie saoudite, à 4 km du Golfe Persique.

## Historique
L'aéroport, propriété de la compagnie pétrolière nationale saoudienne, Saudi Arabian Oil Company (Saudi Aramco), qui l'utilise comme soutien logistique pour le champ de Tanajib. 
Il sert actuellement aussi pour le champ de Safaniyah.
Il a également été utilisé pour l'opération Desert Storm en 1991.

## Installations
L'aéroport dispose d'une piste de 2440 mètres de long et 30 mètres de large, avec des lumières et le système d'aide à l'atterrissage aux instruments (Instrument Landing System). 
Il existe 6 parkings pour les avions moyens, et de nombreux hélipads.
Un parking clientèle est disponible à l'extérieur.